# Радев, Выло
Вы́ло Ра́дев Вы́лов (болг. Въло Радев Вълов; 1 января 1923, Лесидрен, Царство Болгария — 28 марта 2001, София, Болгария) — болгарский кинорежиссёр, сценарист, оператор и педагог. Народный артист НРБ.

## Биография
В 1953 году окончил операторский факультет ВГИКа (мастерская Бориса Волчека). В 1952 году дебютировал в документальном кино. С 1956 года — оператор игровых фильмов. В 1964 году дебютировал как кинорежиссёр фильмом «Похититель персиков», привлекший внимание критиков. Преподавал во ВИТИЗе (с 1980 — доцент). Член БКП с 1946 года.
В 1991—1992 годах выступал режиссёром русского озвучивания телесериала «Богатые тоже плачут» для 1-го канала Останкино.

## Избранная фильмография

### Режиссёр
- 1964 — Похититель персиков / Крадецът на праскови
- 1965 — Царь и генерал / Цар и генерал
- 1966 — Самая длинная ночь / Най-дългата нощ
- 1970 — Чёрные ангелы / Черните ангели
- 1972 — Страна восходящего солнца / Корените на изгряващото слънце (д/ф)
- 1975 — Обречённые души / Осъдени души
- 1980 — Ядовитые цветы / (ТВ)
- 1981 — Адаптация / Адаптация
- 1995 — Гераковы / (с Виктором Соколовым, Россия—Болгария)

### Сценарист
- 1964 — Похититель персиков / Крадецът на праскови (по Емилияну Станеву)
- 1970 — Чёрные ангелы / Черните ангели
- 1972 — Страна восходящего солнца / Корените на изгряващото слънце (д/ф)
- 1975 — Обречённые души / Осъдени души (по Димитру Димову)
- 1981 — Адаптация / Адаптация

### Оператор
- 1956 — Димитровградцы / Димитровградци
- 1957 — Годы любви / Години за любов
- 1959 — Накануне / В навечерието (СССР—Болгария)
- 1962 — Табак / Тютюн (в советском прокате «Конец „Никотианы“»)

## Награды
- 1966 — приз «Золотая роза» Фестиваля Болгарских фильмов в Варне («Царь и генерал»)
- 1967 — приз «Золотая роза» Фестиваля Болгарских фильмов в Варне («Самая длинная ночь»)
- 1967 — Заслуженный артист НРБ
- 1969 — Димитровская премия
- 1970 — приз кинофестиваля в Карловых Варах («Чёрные ангелы»)
- 1980 — Народный артист НРБ
- 1983 — Герой Социалистического Труда
- 1983 — орден «Георгий Димитров»
- Орден «Кирилл и Мефодий» 2-й и 1-й степеней
- 2003 — орден «Стара планина» 1-й степени (посмертно)